# (5127) Bruhns
(5127) Bruhns est un astéroïde de la ceinture principale.

## Description
(5127) Bruhns est un astéroïde de la ceinture principale. Il fut découvert le 4 février 1989 à La Silla par Eric Walter Elst. Il présente une orbite caractérisée par un demi-grand axe de 2,38 UA, une excentricité de 0,15 et une inclinaison de 6,2° par rapport à l'écliptique.
Cet astéroïde est nommé en hommage au compositeur Nicolaus Bruhns (1665–1697).

## Compléments